# 喜劇 ここから始まる物語
喜劇 ここから始まる物語（きげき ここからはじまるものがたり）は、1973年に、渡辺プロと松竹が制作、松竹が配給した植木等主演、斎藤耕一監督の映画。

## 概要
植木等が主演のためか、タイトルに喜劇と付いてあるが、東宝クレージー映画のような喜劇色はあまり無い。1973年という年代からすると、植木が喜劇俳優から性格俳優へ本格進出した初期の作品といえる。

## ストーリー
小説を書いている植田順平は、とある公会堂で有名小説家と称して自分の小説を話しはじめた。
「週刊誌の記者・植島順一が列車の中で知り合った少年・次郎にすすめられ、強引に途中下車した。その直後、列車が転覆、植島は命びろいした。次郎に不思議な予知能力があることを知った植島は、霊感の力で、特ダネは掴むし、かねてから好意を寄せていた同じ社の直美とも結婚し、出世していきかつての上司だった編集長と地位が逆転になった。そんなある日、植島が帰宅した時、次郎は置手紙を残して失踪していた。その時、直美から子供ができたことを聞いた。植島は、生まれてくる子供が次郎の生まれ変りだと信じ続けるのだった。」
と、こんな感じの小説であった。数ヵ月後、植田は、ある日靴みがきのサトシ少年に出会うのだが・・・。

## スタッフ
- 監督：斎藤耕一
- 脚本：田波靖男
- 製作：渡辺晋
- 撮影：坂本典隆
- 美術：芳野尹孝
- 音楽：青山八郎

## キャスト
- 植田順平・植島順一：植木等
- 次郎・サトシ：水野哲
- 直子・直美：山口いづみ
- 熊本泰造・熊田：宍戸錠
- 野球選手：左とん平
- 野球コーチ：松崎真
- タレントA：岸部シロー
- タレントB：荒砂ゆき
- 画廊の婦人：関千恵子
- 松尾：志村喬
- 清水：藤原釜足